# PRB3
PRB3‏ (Basic salivary proline-rich protein 3) هوَ بروتين يُشَفر بواسطة جين PRB3 في الإنسان.
البروتين الذي يُشفر من قبل هذا الجين هو بروتين غني بالبرولين يتواجد بكثرة في اللعاب. وهو عنصر أساسي في لعاب الغدة النكافية. يُقترح أن هذا البروتين يعمل كمستقبل للبكتيريا. يتشكل هذا الجين، إلى جانب خمسة جينات أخرى تُشفر للبروتينات الغنية بالبرولين في اللعاب (PRPs)، وجين يُشفر لبروتين غني بالبرولين في غدد الدمع، ضمن مجموعة جينات PRP في منطقة الكروموسوم 12p13.